# Турово (Тосненский район)
Ту́рово — деревня в Лисинском сельском поселении Тосненского района Ленинградской области.

## История
На карте Санкт-Петербургской губернии Ф. Ф. Шуберта 1834 года упоминается деревня Архангельская, смежно и к северу от неё обозначена мыза Турова помещика Краммера.

ТУРОВА — деревня принадлежит Сиверса, графа, наследникам, число жителей по ревизии: 51 м. п., 38 ж. п.

При оной господский дом (1838 год)

На карте Ф. Ф. Шуберта 1855 года обозначена деревня Архангельская (Турова) и смежная с ней Мыза Турово.

ТУРОВО — деревня господина Пурлевского, по просёлочной дороге, число дворов — 11, число душ — 64 м. п. (1856 год)

БАРЩЕВОЙ — мыза владельческая при реке Тосне, число дворов — 1, число жителей: 8 м. п., 7 ж. п.;

ТУРОВО — деревня владельческая при реке Тосне, число дворов — 17, число жителей: 56 м. п., 49 ж. п. (1862 год)

В 1867 году временнообязанные крестьяне деревни Турово (Заячья Гора) выкупили свои земельные наделы у Е. И. Борщёвой и стали собственниками земли.
Согласно материалам по статистике народного хозяйства Царскосельского уезда 1888 года мыза Турово площадью 671 десятина принадлежала купцу В. Д. Гришину и потомственному почётному гражданину В. В. Лядову, она была приобретена в 1887 году за 15 000 рублей.
В конце XIX века деревня административно относилась к Лисинской волости 1-го стана Царскосельского уезда Санкт-Петербургской губернии, в начале XX века — 4-го стана.
По данным «Памятной книжки Санкт-Петербургской губернии» за 1905 год имение Турово площадью 333 десятины принадлежало потомственному почётному гражданину Александру Владимировичу Лядову.
В 1913 году деревня Турово насчитывала 23 крестьянских двора.
Согласно военно-топографической карте Петроградской и Новгородской губерний издания 1917 года деревня называлась Архангельское (Турово) и насчитывала 14 дворов, смежно с ней располагалась Мыза Туровская.
С 1917 по 1923 год деревня Турово входила в состав Машинского сельсовета Лисинской волости Детскосельского уезда.
С 1923 года в составе Троцкого уезда.
Согласно данным переписи населения СССР 1926 года в деревне Турово проживал 176 человек, большинство русские, а также финны.
С 1927 года в составе Детскосельского района.
В 1928 году население деревни Турово также составляло 176 человек.
С 1930 года в составе Тосненского района.
По данным 1933 года деревня Турово входила в состав Машинского сельсовета Тосненского района.

План деревни Турово. 1939 год

Согласно топографической карте 1939 года деревня насчитывала 17 дворов.
С 1 сентября 1941 года по 31 декабря 1943 года деревня находилась в оккупации.
В 1965 году население деревни Турово составляло 40 человек.
По данным 1966 и 1973 годов деревня Турово также находилась в составе Машинского сельсовета.
По данным 1990 года деревня Турово находилась в составе Лисинского сельсовета.
В 1997 году в деревне Турово Лисинской волости проживали 4 человека, в 2002 году — 6 человек (все русские).
В 2007 году в деревне Турово Лисинского СП — 5 человек.

## География
Деревня расположена в западной части района на автодороге 41К-859 (подъезд к дер. Машино — Турово), к востоку от центра поселения — посёлка Лисино-Корпус.
Расстояние до административного центра поселения — 8 км.
Расстояние до ближайшей железнодорожной станции Лустовка — 9 км.
Деревня находится на реке Тосна.

## Демография
| 1862 | 2007 | 2010 | 2017 |
| ---- | ---- | ---- | ---- |
| 105  | ↘5   | ↗6   | ↘3   |

## Транспорт
Близ деревни Турово планируется размещение станции Жаровская высокоскоростной железнодорожной магистрали Москва — Санкт-Петербург.

## Улицы
Строителей.